# جوتلوب إرنست شولتسه
جوزيف إرنست شولتسه (بالألمانية: Gottlob Ernst Schulze)‏ هو فيلسوف وأستاذ جامعي ألماني، ولد في 23 أغسطس 1761 في تورينغن في ألمانيا، وتوفي في 14 يناير 1833 في غوتينغن في ألمانيا.

## وصلات خارجية
- جوتلوب إرنست شولتسه على موقع الموسوعة البريطانية (الإنجليزية)